# قانون دعاية المثليين في روسيا
القانون الفيدرالي الروسي «بهدف حماية الأطفال من المعلومات التي تدعو إلى إنكار القيم الأسرية التقليدية»، والمعروف أيضًا في وسائل الإعلام التي تتحدث اللغة الإنجليزية باسم «قانون دعاية المثليين» و«قانون معاداة المثليين»، مشروع قانون وافق عليه مجلس الدوما بالإجماع في 11 يونيو 2013 (مع امتناع نائب واحد فقط عن التصويت، إيليا بونوماريف)، ووُقّع القانون من قبل الرئيس فلاديمير بوتين في 30 يونيو 2013.
كان الغرض المعلن للحكومة الروسية من القانون، حماية الأطفال من التعرض للمثلية الجنسية -المحتوى الذي يعرض المثلية الجنسية كنموذج في المجتمع- بحجة أنه يتعارض مع القيم العائلية التقليدية. عدل القانون قانون حماية الطفل في البلاد وقانون الاتحاد الروسي بشأن الجرائم الإدارية، لتجريم نشر «دعاية العلاقات الجنسية غير التقليدية» بين القاصرين. يتضمن هذا التعريف موادًّا «تزيد الاهتمام» بهذه العلاقات، وتتسبب في قيام القاصرين «بتشكيل استعدادات جنسية غير تقليدية»، أو «[تقديم] أفكار مشوهة حول القيمة الاجتماعية المساوية للعلاقات الجنسية التقليدية بغير التقليدية».
يمكن أيضًا أن تُجبر الشركات والمنظمات على إيقاف وظائفها مؤقتًا إذا أُدينت بموجب القانون، ويمكن اعتقال الأجانب واحتجازهم لمدة تصل إلى 15 يومًا ثم ترحيلهم، أو تغريمهم ما يصل إلى 5000 روبل وترحيلهم.
أهاب دعم الكرملين للقانون باليمين القومي الروسي المتطرف، لكنه حصل على دعم واسع بين الشعب الروسي والكنيسة الأرثوذكسية الروسية (50% من الروس يتبعون للأرثوذكسية الشرقية). أُدين القانون من كل من لجنة البندقية لمجلس أوروبا (روسيا عضو فيها)، ولجنة الأمم المتحدة لحقوق الطفل، وجماعات حقوق الإنسان، مثل منظمة العفو الدولية وهيومن رايتس ووتش. انتُقد القانون بسبب صياغته الواسعة والغامضة (بما في ذلك المذكور آنفًا «يزيد الاهتمام بـ» و«بين القاصرين»)، والتي وصفها العديد من النقاد بأنها حظر فعال على الترويج علنًا لحقوق وثقافة مجتمع الميم.
انتُقد القانون أيضًا لأنه أدّى إلى ازدياد العنف على أساس رهاب المثلية وبررها، في حين كانت الآثار المترتبة على القوانين فيما يتعلق بأولمبياد الشتاء التي تستضيفها سوتشي مدعاةً للقلق أيضًا، إذ تضمن الميثاق الأولمبي لغة تمنع بصراحة أشكال مختلفة من التمييز.

## خلفية
تزايدت المعارضة لحقوق المثليين بين السياسيين منذ عام 2006، على الرغم من حقيقة أن المدن مثل موسكو وسانت بطرسبورغ معروفة بازدهار مجتمعات الميم فيها. رفضت مدينة موسكو السماح بمسيرات الفخر للمثليين، ودعم عمدة موسكو السابق يوري لوجكوف رفض المدينة لترخيص أول حدثين من مسيرات الفخر في موسكو، واصفةً ذلك «بالشيطانيّ»، وإلقاء اللوم على المجموعات الغربية لنشر «هذا النوع من التنوير» في البلاد.
عارض عضو حزب روسيا عادلة ألكسندر شويف حقوق المثليين وحاول تقديم قانون «دعاية» مماثل في عام 2007. كشف الناشط البارز في حقوق مجتمع الميم ومؤسس موسكو برايد نيكولاي أليكسييف- ردًا على ذلك- في البرنامج الحواري التلفزيوني كا بارييرو أن شويف كان منخرطًا بشكل علني في علاقات مثلية قبل توليه منصبه.
غرّمت المحكمة الأوروبية لحقوق الإنسان روسيا في عام 2010، بموجب ادّعاءات أليكسييف بأن المدن ميّزت المثليين من خلال رفض الموافقة على مسيرات الفخر. فسرت المحكمة القرارات- على الرغم من ادعاء وجود خطر التعرض للعنف- على أنها تدعم الجماعات التي تعارض مثل هذه المسيرات. اعترض قاضٍ روسي إنشاء ملتقى برايد هاوس في سوتشي أثناء دورة الألعاب الأولمبية الشتوية 2014، وقرر أن ذلك «سيقوض أمن المجتمع الروسي»، وأنه يتعارض مع الأخلاق والسياسات العامة «في مجال حماية الأسرة والأمومة والطفولة». أيدت موسكو في أغسطس 2012، حكمًا يحظر طلبات نيكولاي أليكسييف للحصول على تصريح لعقد مسير الفخر في موسكو سنويًا لمدة مئة عام، مشيرةً إلى إمكانية حدوث اضطراب عام.
أدخل مشروع قانون «حماية الأطفال من المعلومات الضارة بصحتهم وتنميتهم» قوانين تمنع توزيع المواد «الضارة» بين القاصرين. يتضمن ذلك، المحتوى الذي «قد يثير الخوف أو الرعب أو الذعر عند الأطفال» بين القاصرين، والمواد الإباحية، إلى جانب المواد التي تمجد العنف، أو الأنشطة غير القانونية، أو تعاطي المخدرات، أو إيذاء النفس. أدى تعديل القانون الذي مُرّر في عام 2012 إلى إنشاء نظام تقييم محتوى إلزامي للمواد التي تُنشر من خلال «شبكة المعلومات والاتصالات» (بما فيها التلفزيون والإنترنت)، ووضع قائمة سوداء للرقابة على مواقع الويب التي تحتوي إباحيّة الأطفال أو المحتوى الذي يمجد تعاطي المخدرات والانتحار.
هدف تعديل عام 2013، الذي أضاف «دعاية العلاقات الجنسية غير التقليدية» كفئة من المحتوى الضار بموجب القانون، إلى حماية الأطفال من التعرض لمحتوى يصور المثلية الجنسية على أنها «معيار سلوكي» وفقًا لحكومة روسيا. جرى التشديد على هدف حماية القيم الأسرية «التقليدية»، إذ جادلت مؤلفة مشروع القانون يلينا ميزولينا (رئيسة لجنة الأسرة والمرأة والطفل في مجلس الدوما، والتي وصفها البعض بأنها «صليبية أخلاقيًا») بأن العلاقات «التقليدية» بين الرجل والمرأة تتطلب حماية خاصة بموجب القانون الروسي. توسع التعديل ليشمل أيضًا قوانين مماثلة سنّتها عدة مناطق روسية، بما في ذلك ريازان، وأرخانغلسك (اللتان ألغتا القانون بعد فترة وجيزة من إصدار النسخة الفيدرالية)، وسانت بطرسبرغ.
كتب مارك غيفيسر أن دعم الكرملين للقانون عكس «ميلًا دراماتيكيًا نحو رهاب المثلية» في روسيا، وبدأ في السنوات التي سبقت تمرير القانون، وكتب أن تمرير القانون سمح للحكومة الروسية بإيجاد «أرضية مشتركة» مع اليمين المتطرف القومي، كما أنه يناشد العديد من الروس الذين ينظرون إلى «المثلية الجنسية كعلامة على تجاوز الانحطاط في عصر العولمة».
كتب: «يشعر العديد من الروس بأنهم قادرون على الحفاظ على ثبات أنفسهم ضد هذه التسونامي الثقافية من خلال المطالبة بالقيم التقليدية، والتي تعتبر رفض المثلية الجنسية فيها أسهل اختزال. تلعب هذه الرسالة دورًا جيدًا بشكل خاص بالنسبة للحكومة التي ترغب في التعبئة ضد التدهور الديموغرافي (المثليون دون أطفال هم أشرار) وإرضاء الكنيسة الأرثوذكسية الروسية (المثليون الذين لديهم أطفال أشرار)».
أشارت هيومن رايتس ووتش إلى أن سَنَ بوتين للقانون سمح له بأن يكون قوّادًا للناخبين المحافظين اجتماعيًا في المنزل، وجعل روسيا بطلة لما يسمّى قيمًا تقليديةً «على المسرح العالمي».

## الفحوى
عُدّلت المادة 1 من مشروع القانون بشأن حماية الأطفال من المعلومات الضارة بصحتهم وتنميتهم، مع بند يصنف «دعاية العلاقات الجنسية غير التقليدية» على أنها فئة من المواد التي لا يجب نشرها بين القاصرين. يُعرّف المصطلح على أنه مواد «تهدف إلى جعل القاصرين يشكلون استعدادات جنسية غير تقليدية، ومفاهيم انجذاب للعلاقات الجنسية غير التقليدية، والأفكار المشوهة حول القيمة الاجتماعية المساوية للعلاقات الجنسية التقليدية بغير التقليدية، أو فرض معلومات حول العلاقات الجنسية غير التقليدية التي تثير الاهتمام بهذه العلاقات، طالما أن هذه الأفعال لا ترقى إلى جريمة جنائية». أدخلت المادة 2 تعديلات مماثلة «بشأن الضمانات الأساسية لحقوق الطفل في الاتحاد الروسي»، التي أمرت الحكومة بحماية الأطفال من هذه المواد.
عدلت المادة 3 من مشروع القانون، قانون الاتحاد الروسي بشأن الجرائم الإدارية في المادة 6-21، التي تنص على عقوبات بشأن انتهاكات حظر الدعاية: يمكن أن يُغرّم المواطنون الروس الذين تثبت إدانتهم بغرامات تصل إلى 5000 روبل، والموظفون العموميون بغرامات تصل إلى 50000 روبل. يمكن تغريم المنظمات أو الشركات بما يصل إلى مليون روبل، وإرغامها على إيقاف وظائفها لمدة تصل إلى 90 يومًا. يمكن القبض على الأجانب واحتجازهم لمدة تصل إلى 15 يومًا ثم ترحيلهم، أو تغريمهم بما يصل إلى 5000 روبل وترحيلهم. تكون الغرامات المفروضة على الأفراد أعلى بكثير إذا ما ارتُكبت الجريمة باستخدام وسائل الإعلام أو الإنترنت.